# Phyllichthys sejunctus
Phyllichthys sejunctus és un peix teleosti de la família dels soleids i de l'ordre dels pleuronectiformes.

## Distribució geogràfica
Es troba a les costes centrals del Pacífic Occidental.